# 科珀里德 (內華達州)
科珀里德（英語：Coppereid）是位於美國內華達州邱吉爾縣的鬼鎮。

## 歷史
科珀里德的郵局於1907年設立，其後於1914年停運。

## 地理
科珀里德所處的海拔為高於海平面1309米（即4295英呎），而該地所採用的時區為UTC-8，即太平洋时区（PST）。同時該地設有夏令時間，為UTC-8調快一小時，即UTC-7（PDT）。